# Méh- és darázsfészkek
Az évmilliók során a társasméhek és- darazsak életmódjukhoz tökéletesen illeszkedő építészeti megoldásokat, illetve építőanyagokat fejlesztettek ki.

## Papírból formált építészet
A méhek és a darazsak nem állnak egészen közeli rokonságban egymással, de életmódjukban mégis meglepően sok párhuzam alakult ki.
A társasdarázsfélék a méhekhez hasonlóan sejtekből álló fészket építenek a lárváknak, de nem viaszból, hanem agyagból vagy papírszerű anyagból. A papírkészítő darazsak a fát nyálukkal péppé rágcsálják, amely aztán kemény, pergamenszerű anyaggá szilárdul. Ebből az anyagból jóval könnyebb szerkezetű fészket építenek, mint a mézelőméhek a viaszból. Vannak olyan darazsak, amelyek összevissza, szabálytalanul rendezik el a sejteket, mások függőlegesen, a nyílásokkal lefelé. A lárvák minden esetben papírbölcsőkbe ékelődnek, és apróra tépett rovarokkal táplálkoznak. A fészkek általában többemeletesek, és minden egyes szint erős papírkötélen függ a felette lévőről. A legtöbb fészek faágak között lóg, de van olyan is, amelyet üregekben építenek fel. A dolgozók egy csoportja sejteket épít, egy másik csoport pedig az előzőekkel párhuzamosan haladva, a föld alatt egyre mélyebbre hatolva a fészket készíti.
Vannak olyan darázsfészkek, amelyeknek lakói rajzáskor válnak szét. Más esetben egy vagy több királynő új fészekalapításhoz keres helyet, ami a poszméhekéhez hasonlóan történik, amikor is megvárják, amíg az első lárvák kifejlődnek, és csak ezt követően láthatnak hozzá a fészeképítéshez. Amint az első dolgozók kirepülnek, munkához látnak: növényi rostokat gyűjtenek, amelyeket péppé rágnak, és továbbépítik azt az egyszerű fészket, amelyet a kolóniát alapító királynő hozott létre.

### Kezdet kicsiből
A királynő első ténykedése, hogy pergamenszerű anyagból sejtet formázó kezdetleges fészket készít, majd újabbakat épít mellé és belerakja petéit. A királynő addig gondoskodik róluk, amíg kifejlett egyedekként előbújnak. Ezeknek az újabb ivadékoknak lesz a feladata a fészek építésének befejezése.

### Társas művészet
A darázsfészket borító papír bonyolult mintázatának az a magyarázata, hogy mindegyik szín más-más egyed műve. A papír növényi rostokból készül, amelyet a darazsak a legkülönfélébb forrásból nyernek:
- fűszálakból
- kerítéslécből
- kartondobozból
- elszáradt gizgazokból

## Virágoktól szerzett építőanyag
A közönséges mézelő méhek magas fejlettségű közösségében minden dolgozónak, koruknak megfelelően, megvan a saját feladata.Rövid életük egy adott szakaszában azonban valamennyien tagjai lesznek annak a csapatnak, amely a viaszt állítja elő. A méhközösség ebből a rendkívül fontos alapanyagból építi fel sejtjeit (a peték és lárvák bölcsőjét).

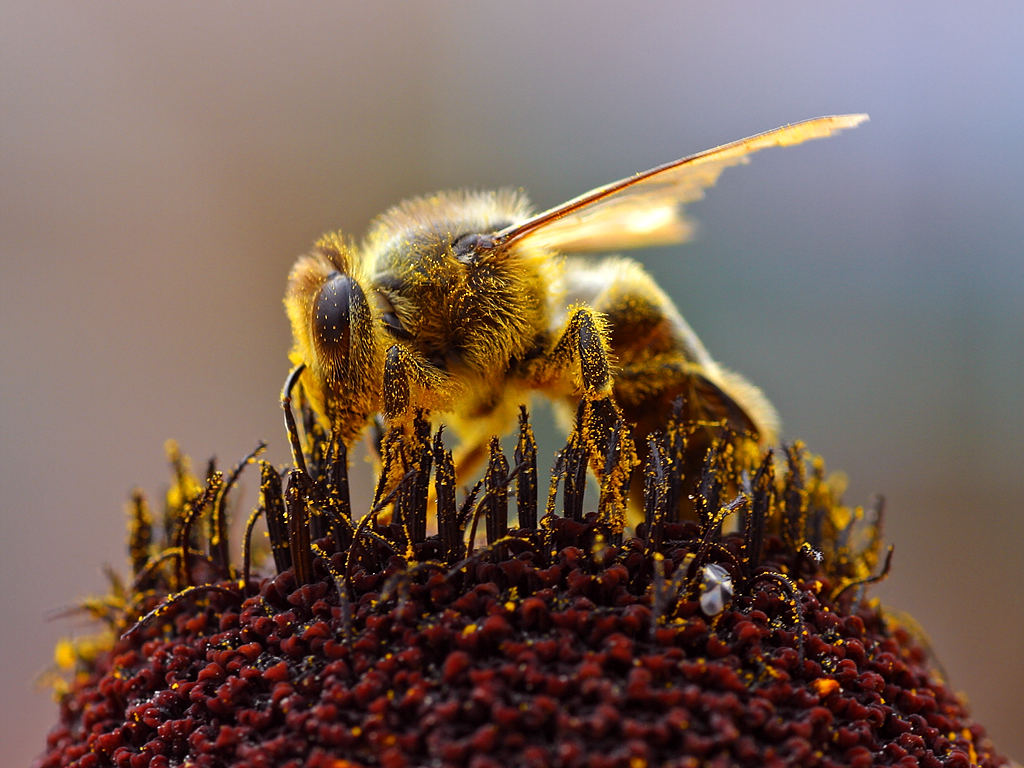
Pollent gyűjtő méh

A viaszt készítő méhek a nektárból gyűjtött cukorból állítják elő építőanyagukat, amelyet a potrohuk alatti viaszmirigyek vékony lemezkék formájában választanak ki. A dolgozók egy másik csoportja megrágja ezeket a lemezekéket, és összedolgozza a szájszervükben lévő mirigyek váladékával. A törékeny anyag képlékeny lesz: alakíthatóvá válik. A viaszt legkönnyebben 35 °C hőmérsékleten lehet formálni, ezért egy másik méhcsapatnak az a feladata, hogy a kast a megfelelő hőfokon tartsa. Ha túl hűvös van a viaszkészítéshez vagy a lárvák fejlődéséhez, akkor a méhek repülőizmaik rezgetésével keltenek meleget. Ha pedig túlságosan meleg van, akkor az egész csapat egyszerre legyezgeti szárnyait, és a különböző pontokon elhelyezett, összegyűjtött vízcseppek párologtatásával lehűtik a kast.
A dolgozó méh úgy építi fel a hatszögletű sejteket, hogy a viaszból három rombusz alakú alapot készít, majd elkezdi felhúzni a falakat, amelyek egy kifejlett méhnél nem lesznek hosszabbak.
Több ezer méh fáradozik azon, hogy az egymáshoz kapcsolódó hatszögletű sejtekből felépítse a lépet, amely a mézelő háziméheknél a méhkas tetejéről lóg le. A vadon élő méheknél ez jellegzetes, amerikai baseball-labda alakú fészek, amely vagy ágakon vagy faodvakban függ. A sejtek felfelé enyhén dőlt irányban helyezkednek el, hogy a mézgyűjtés során egy csepp se folyjék ki belőlük. Építészeti szempontból a hatszög tökéletes forma, mert nem csupán tartós, de a sejtfalak érintkezésénél a helykihasználás is kiváló.

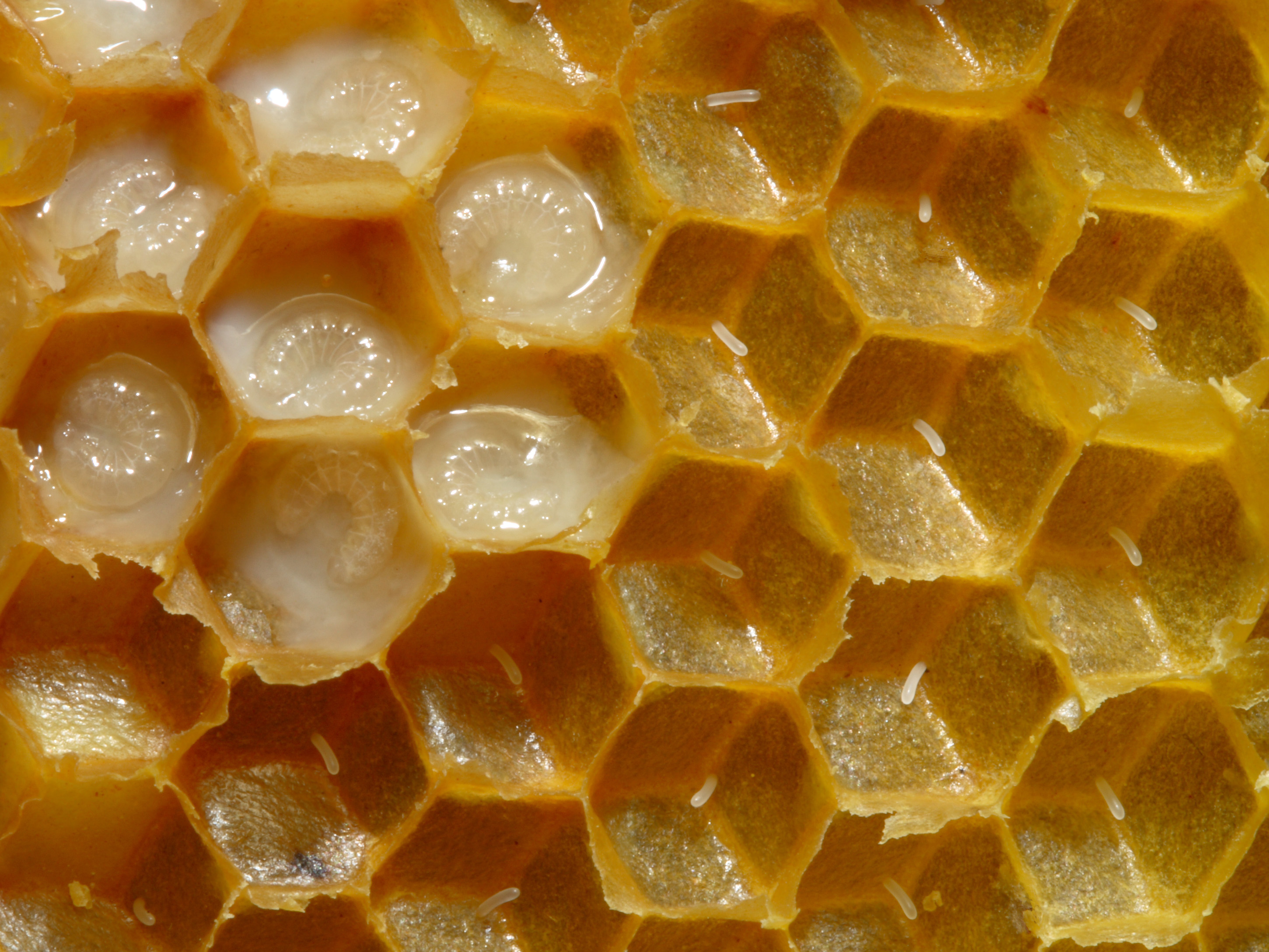
Egy lép.Hatszögletű sejtek

Nem minden sejt ivadékbölcső. Jelentős részük mézesbödön vagy virágportartó, amelyeknek valamivel vastagabb a faluk, mint a lárvákat tartalmazó sejteknek. A lárvákat méhkenyérrel táplálják. Ezt a dolgozók készítik úgy, hogy a nektárba gyomornedveiket, valamint virágport kevernek. A méhkas nem egyszerűen a lépek összessége. Vannak például benne olyan sejtek, amelyekbe a méhkirálynő rakja le a petéit, a kas szélén pedig az újabb királynők nagy, gumó alakú sejtjei találhatók. Kezdetben ezek is a többi lárvához hasonlóan fejlődnek, de a proteindús királyi eledel hatására megváltoznak.
A poszméhek a Föld hidegebb égtájain is megélnek. A háziméhkirálynővel szemben, amelynek egyetlen feladata, hogy petéket rakjon, és amikor új kast alapít, dolgozók hada segíti, a kisebb közösségekben élő poszméhek királynőjének mindent egyedül kell csinálnia. Felépíti saját utódsejtjét, petéket rak, illetve a madarakhoz hasonlóan ül rajtuk, hogy kiköltse első dolgozó utódait. Ezért bonyolult lakhely építésére nincs ideje. Fészkének gyorsan el kell készülnie, amely emiatt általában elhagyott cickány- vagy egérlyukban, fűcsomó közé épül.

## Magányosan élő fajok megoldásai
A méhekről és a darazsakról köztudott, hogy bonyolult közösségi rendszert alkotnak, a fajok többsége azonban magányos életet él.
Fazekasdarázs
A nőstény fazekasdarázs iparkodik, hogy a sár, amelyből fészkét készíti, ne száradjon ki. Fészeképítése hasonló ahhoz, ahogy az őskori fazekasok agyaggyűrűket készítettek, és egyiket a másikra helyezték. Amikor a darázs nedves talajfoltot talál valahol, felhalmoz egy adag sarat. Ha a sár túlságosan vizes, akkor addig hagyja száradni, míg megfelelő állagú nem lesz. De ha túl száraz, akkor megnedvesíti úgy, hogy szájába vizet gyűjt, és az agyagba köpdösi, majd megmunkálható golyócskává gyúrja, körülbelül akkorára, mint a feje. Ezt aztán az építkezésre cipeli- egy meredély oldalába vagy egy ágra-, gyűrű formára alakítja, és a helyére teszi. Amikor elrendezte, visszaszáll a sárkupachoz, és tovább folytatja a műveletet.
Szabóméh
A szabóméh rózsa, orgona vagy fűz leveleivel párnázza ki fészkét. A nőstény, amelyet az különböztet meg a mézelő méhtől, hogy az potrohán virágport gyűjtő kosarat hord, a kiválasztott levélből ovális alakot vág ki, rágójával összehajtogatja, és lábai között tartva a fészkébe repül vele; ez általában mély és keskeny faodú.
A méh az összegöngyölt levélből egy darabkát a fészek aljára helyez, a többivel pedig kibéleli a fészek falát. Ezt követően a fészek alját feltölti virágporral és nektárral a leendő lárva számára, majd lerak egy petét, és megtermékenyíti azzal a hímivarsejttel, amelyet párosodáskor raktározott el. A kész bölcsőt levéldarabbal lezárja, és nyállal betapasztja.
Amikor ezzel elkészül, a méh megismétli az egész műveletet: a következő bölcső az első tetejére kerül, és így tovább, egészen addig, míg 10 vagy 15 bölcsővel a fészek meg nem telik.